# Brissac Loire Aubance
Pour les articles homonymes, voir Brissac.
Brissac Loire Aubance est une commune nouvelle française située dans le département de Maine-et-Loire, en région Pays de la Loire. Elle a été créée le 15 décembre 2016,.
Elle est issue du regroupement de dix communes : Les Alleuds, Brissac-Quincé, Charcé-Saint-Ellier-sur-Aubance, Chemellier, Coutures, Luigné, Saint-Rémy-la-Varenne, Saint-Saturnin-sur-Loire, Saulgé-l'Hôpital et Vauchrétien, qui deviennent communes déléguées. Son chef-lieu est fixé à Brissac-Quincé.

## Géographie

### Localisation
Brissac Loire Aubance est à 17 km au sud-est d'Angers.
Les villes se trouvant aux alentours de la commune de Brissac Loire Aubance sont : 
- Saint-Melaine-sur-Aubance, à 4,48 km ;
- Soulaines-sur-Aubance, à 6,20 km ;
- Les Garennes sur Loire, à 6,97 km ;
- Blaison-Saint-Sulpice, à 7,76 km ;
- Mozé-sur-Louet, à 8,12 km ;
- Terranjou, à 8,98 km ;
- Ponts-de-Cé, à 9,58 km ;
- Mûrs-Erigné, à 9,79 km ;
- Bellevigne-en-Layon, à 10,17 km ;
- Trélazé, à 10,91 km ;
- Loire-Authion, à 11,41 km ;
- Beaulieu-sur-Layon, à 11,68 km ;
- Sainte-Gemmes-sur-Loire, à 11,85 km.

| Saint-Melaine-sur-Aubance | Les Garennes sur Loire | Blaison-Saint-Sulpice Loire-Authion |
| Soulaines-sur-Aubance     | Brissac Loire Aubance  | Gennes-Val-de-Loire                 |
| Bellevigne-en-Layon       | Terranjou              | Tuffalun Doué-en-Anjou              |

### Hydrographie
La commune est traversée d'est en ouest par la rivière Aubance. Deux des communes déléguées (Saint-Rémy-la-Varenne et Saint-Saturnin-sur-Loire) sont bordées au nord par la Loire.

### Climat
Pour des articles plus généraux, voir Climat des Pays de la Loire et Climat de Maine-et-Loire.
En 2010, le climat de la commune est de type climat océanique altéré, selon une étude du CNRS s'appuyant sur une série de données couvrant la période 1971-2000. En 2020, Météo-France publie une typologie des climats de la France métropolitaine dans laquelle la commune est exposée à un climat océanique et est dans la région climatique Moyenne vallée de la Loire, caractérisée par une bonne insolation (1 850 h/an) et un été peu pluvieux.
Pour la période 1971-2000, la température annuelle moyenne est de 11,6 °C, avec une amplitude thermique annuelle de 13,9 °C. Le cumul annuel moyen de précipitations est de 641 mm, avec 11,2 jours de précipitations en janvier et 6 jours en juillet. Pour la période 1991-2020, la température moyenne annuelle observée sur la station météorologique de Météo-France la plus proche, « Blaison-Gohier », sur la commune de Blaison-Saint-Sulpice à 8 km à vol d'oiseau, est de 12,8 °C et le cumul annuel moyen de précipitations est de 672,7 mm,. Pour l'avenir, les paramètres climatiques de la commune estimés pour 2050 selon différents scénarios d'émission de gaz à effet de serre sont consultables sur un site dédié publié par Météo-France en novembre 2022.
| Mois                                  | jan.           | fév.           | mars          | avril         | mai          | juin        | jui.          | août         | sep.         | oct.          | nov.            | déc.           | année    |
| ------------------------------------- | -------------- | -------------- | ------------- | ------------- | ------------ | ----------- | ------------- | ------------ | ------------ | ------------- | --------------- | -------------- | -------- |
| Température minimale moyenne (°C)     | 3,2            | 3              | 4,6           | 6,5           | 9,8          | 12,9        | 14,4          | 14,3         | 11,5         | 9,4           | 5,9             | 3,5            | 8,3      |
| Température moyenne (°C)              | 6              | 6,6            | 9,1           | 11,7          | 15,2         | 18,6        | 20,4          | 20,3         | 17,1         | 13,5          | 9,1             | 6,4            | 12,8     |
| Température maximale moyenne (°C)     | 8,8            | 10,2           | 13,6          | 17            | 20,5         | 24,4        | 26,4          | 26,3         | 22,7         | 17,6          | 12,3            | 9,2            | 17,4     |
| Record de froid (°C) date du record   | −12 02.01.1997 | −10,5 12.02.12 | −10 01.03.05  | −2,5 10.04.03 | 0,5 06.05.19 | 4 01.06.06  | 7 12.07.00    | 6 28.08.1998 | 3,5 30.09.18 | −3 30.10.1997 | −7,5 21.11.1993 | −10 30.12.1996 | −12 1997 |
| Record de chaleur (°C) date du record | 17 24.01.16    | 22 27.02.19    | 25,5 19.03.05 | 29,5 20.04.18 | 32 26.05.17  | 39 29.06.19 | 39,5 23.07.19 | 40 10.08.03  | 36 14.09.20  | 31 03.10.11   | 22,5 08.11.15   | 18,5 07.12.00  | 40 2003  |
| Précipitations (mm)                   | 63,6           | 50,9           | 49            | 53            | 56,9         | 43,3        | 44,3          | 47,2         | 52,6         | 72,4          | 68,2            | 71,3           | 672,7    |

## Urbanisme

### Typologie
Au 1er janvier 2024, Brissac Loire Aubance est catégorisée bourg rural, selon la nouvelle grille communale de densité à sept niveaux définie par l'Insee en 2022.
Elle appartient à l'unité urbaine de Brissac Loire Aubance, une unité urbaine monocommunale constituant une ville isolée,. Par ailleurs la commune fait partie de l'aire d'attraction d'Angers, dont elle est une commune de la couronne,. Cette aire, qui regroupe 81 communes, est catégorisée dans les aires de 200 000 à moins de 700 000 habitants,.

## Toponymie
Il convient de se reporter aux articles consacrés aux anciennes communes fusionnées.
Les habitants de Brissac Loire Aubance sont appelés les Brilaubançais et Brilaubançaises.

## Histoire
Il convient de se reporter aux articles consacrés aux anciennes communes fusionnées.

## Politique et administration

### Administration municipale
| Période          | Période                    | Identité                        | Étiquette | Qualité                                                                      |
| ---------------- | -------------------------- | ------------------------------- | --------- | ---------------------------------------------------------------------------- |
| 15 décembre 2016 | En cours (au 10 juin 2020) | Sylvie Sourisseau-Guineberteau, | DVD       | Chargée de projet Vice-présidente de la CC Loire Layon Aubance (depuis 2017) |

### Communes déléguées
| Nom                             | Code Insee | Intercommunalité | Superficie (km2) | Population (dernière pop. légale) | Densité (hab./km2) |
| ------------------------------- | ---------- | ---------------- | ---------------- | --------------------------------- | ------------------ |
| Brissac-Quincé (siège)          | 49050      | CC Loire Aubance | 9,76             | 3 053 (2014)                      | 313                |
| Les Alleuds                     | 49001      | CC Loire Aubance | 10,47            | 878 (2014)                        | 84                 |
| Charcé-Saint-Ellier-sur-Aubance | 49078      | CC Loire Aubance | 16,84            | 770 (2014)                        | 46                 |
| Chemellier                      | 49091      | CC du Gennois    | 10,99            | 809 (2014)                        | 74                 |
| Coutures                        | 49115      | CC du Gennois    | 9,31             | 519 (2014)                        | 56                 |
| Luigné                          | 49186      | CC Loire Aubance | 9,58             | 265 (2014)                        | 28                 |
| Saint-Rémy-la-Varenne           | 49317      | CC Loire Aubance | 15,67            | 975 (2014)                        | 62                 |
| Saint-Saturnin-sur-Loire        | 49318      | CC Loire Aubance | 11,94            | 1 384 (2014)                      | 116                |
| Saulgé-l'Hôpital                | 49327      | CC Loire Aubance | 6,60             | 602 (2014)                        | 91                 |
| Vauchrétien                     | 49363      | CC Loire Aubance | 19,73            | 1 496 (2014)                      | 76                 |

### Autres circonscriptions
En 2017, Brissac Loire Aubance fait partie du canton des Ponts-de-Cé (sauf Chemellier et Coutures situées dans le canton de Doué-la-Fontaine), dans l'arrondissement d'Angers, et est membre de la communauté de communes Loire Layon Aubance,.

## Population et société

### Démographie

#### Évolution démographique
L'évolution du nombre d'habitants est connue à travers les recensements de la population effectués dans la commune depuis sa création.

En 2022, la commune comptait 11 000 habitants, en évolution de +1,82 % par rapport à 2016 (Maine-et-Loire : +2,12 %, France hors Mayotte : +2,11 %).
| 2016   | 2021   | 2022   |
| ------ | ------ | ------ |
| 10 803 | 10 895 | 11 000 |

#### Pyramide des âges
La population de la commune est plus jeune que celle du département. En 2020, le taux de personnes d'un âge inférieur à 30 ans s'élève à 36 %, soit un taux inférieur à la moyenne départementale (36,9 %). À l'inverse, le taux de personnes d'un âge supérieur à 60 ans (22,7 %) est inférieur au taux départemental (26,1 %).
En 2020, la commune comptait 5 535 hommes pour 5 371 femmes, soit un taux de 50,75 % d'hommes, supérieur au taux départemental (48,58 %).
Les pyramides des âges de la commune et du département s'établissent comme suit :
| Hommes | Classe d’âge | Femmes |
| ------ | ------------ | ------ |
| 0,6    | 90 ou +      | 1,3    |
| 4,9    | 75-89 ans    | 6,6    |
| 15,8   | 60-74 ans    | 16,2   |
| 21     | 45-59 ans    | 20,9   |
| 19,3   | 30-44 ans    | 21,3   |
| 16     | 15-29 ans    | 12,6   |
| 22,4   | 0-14 ans     | 21     |

| Hommes | Classe d’âge | Femmes |
| ------ | ------------ | ------ |
| 0,9    | 90 ou +      | 2,1    |
| 7      | 75-89 ans    | 9,5    |
| 16,2   | 60-74 ans    | 16,9   |
| 19,4   | 45-59 ans    | 18,7   |
| 18,2   | 30-44 ans    | 17,5   |
| 18,8   | 15-29 ans    | 17,6   |
| 19,5   | 0-14 ans     | 17,6   |

## Économie
Il convient de se reporter aux articles consacrés aux anciennes communes fusionnées.

## Culture locale et patrimoine

### Lieux et monuments

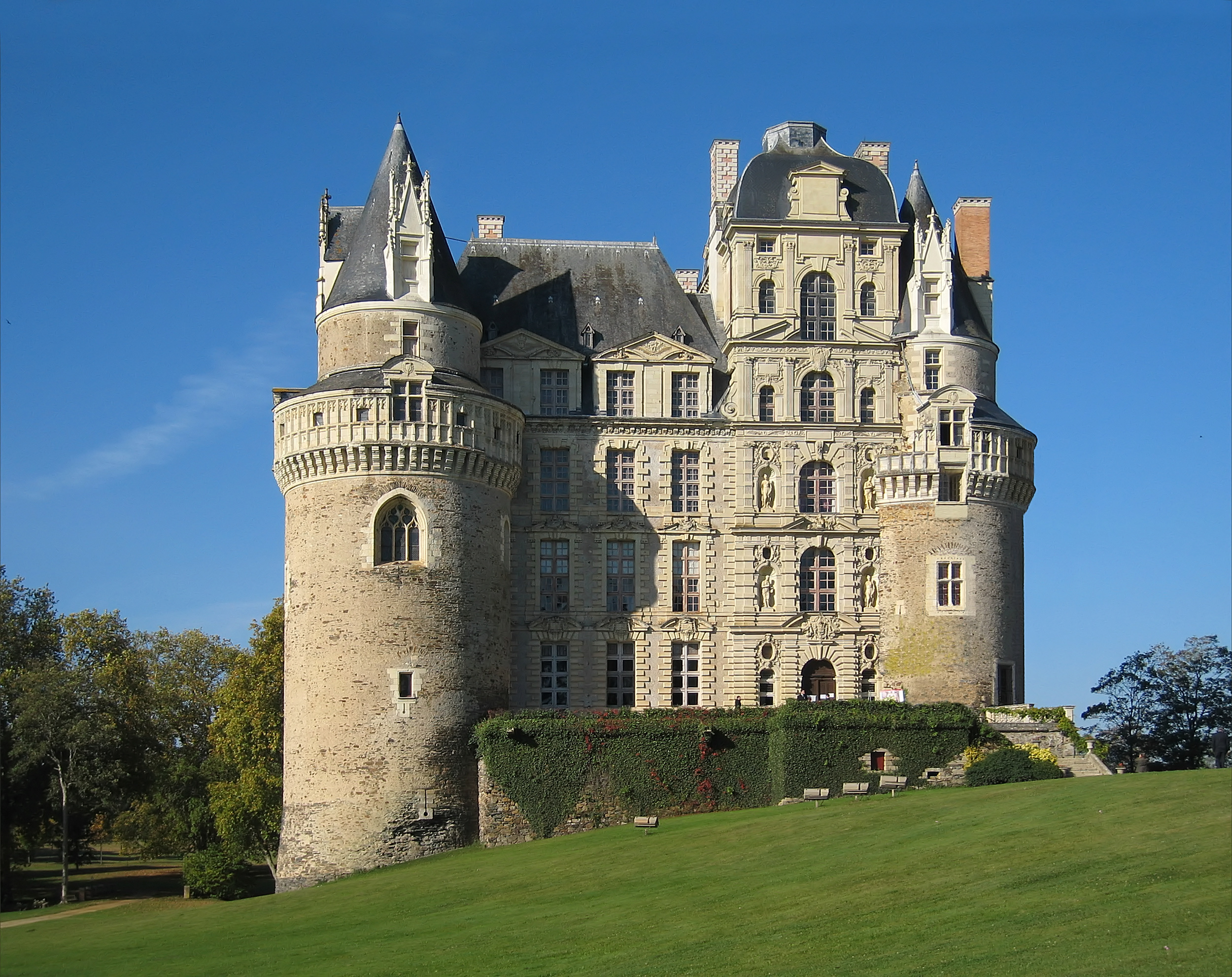
La façade est du château de Brissac.

Brissac Loire Aubance est riche du patrimoine de ses dix communes, chacune d'entre elles détenant un patrimoine propre. On y trouve par exemple le château de Brissac, plus haut château de France dont l'origine remonte au Xe siècle,. Présence de plusieurs autres monuments historiques comme le prieuré Saint-Aubin des Alleuds, édifice du XVIe siècle ; l'église Saint-Alman de Quincé, ancienne église des XIe, XVe et XVIIe siècles ; l'église Saint-Vincent de Brissac également du XVIe siècle ; le moulin de Patouillet à Charcé-Saint-Ellier-sur-Aubance ; le château de Montsabert à Coutures, du XIVe siècle ; la commanderie de Saulgé à Luigné ; le prieuré de Saint-Rémy à Saint-Rémy-la-Varenne ; le manoir de la Fosse à Saint-Saturnin-sur-Loire ; l'église Saint-Pierre de Coutures ; l'abbaye Notre Dame des Alleuds. Présence de mégalithes préhistoriques : dolmen de l'étang et menhir de l'étang à Charcé, dolmen de l’Etiau et dolmen de Montsabert à Coutures, dolmen de la Bajoulière à Saint-Rémy-la-Varenne. Édifices religieux : église Saint-Rémy de Saint-Rémy-la-Varenne, chapelle Saint-Jean de Saint-Rémy-la-Varenne, église Saint-Pierre de Charcé, prieuré de la Colombe.

### Personnalités liées à la commune
Il convient de se reporter aux articles consacrés aux anciennes communes fusionnées.